# Cornillon-sur-l’Oule
Cornillon-sur-l’Oule – miejscowość i gmina we Francji, w regionie Owernia-Rodan-Alpy, w departamencie Drôme.
Według danych na rok 1990 gminę zamieszkiwało 68 osób, a gęstość zaludnienia wynosiła 5 osób/km² (wśród 2880 gmin regionu Rodan-Alpy Cornillon-sur-l’Oule plasuje się na 1551. miejscu pod względem liczby ludności, natomiast pod względem powierzchni na miejscu 869.).